# 末森城 (尾張国)

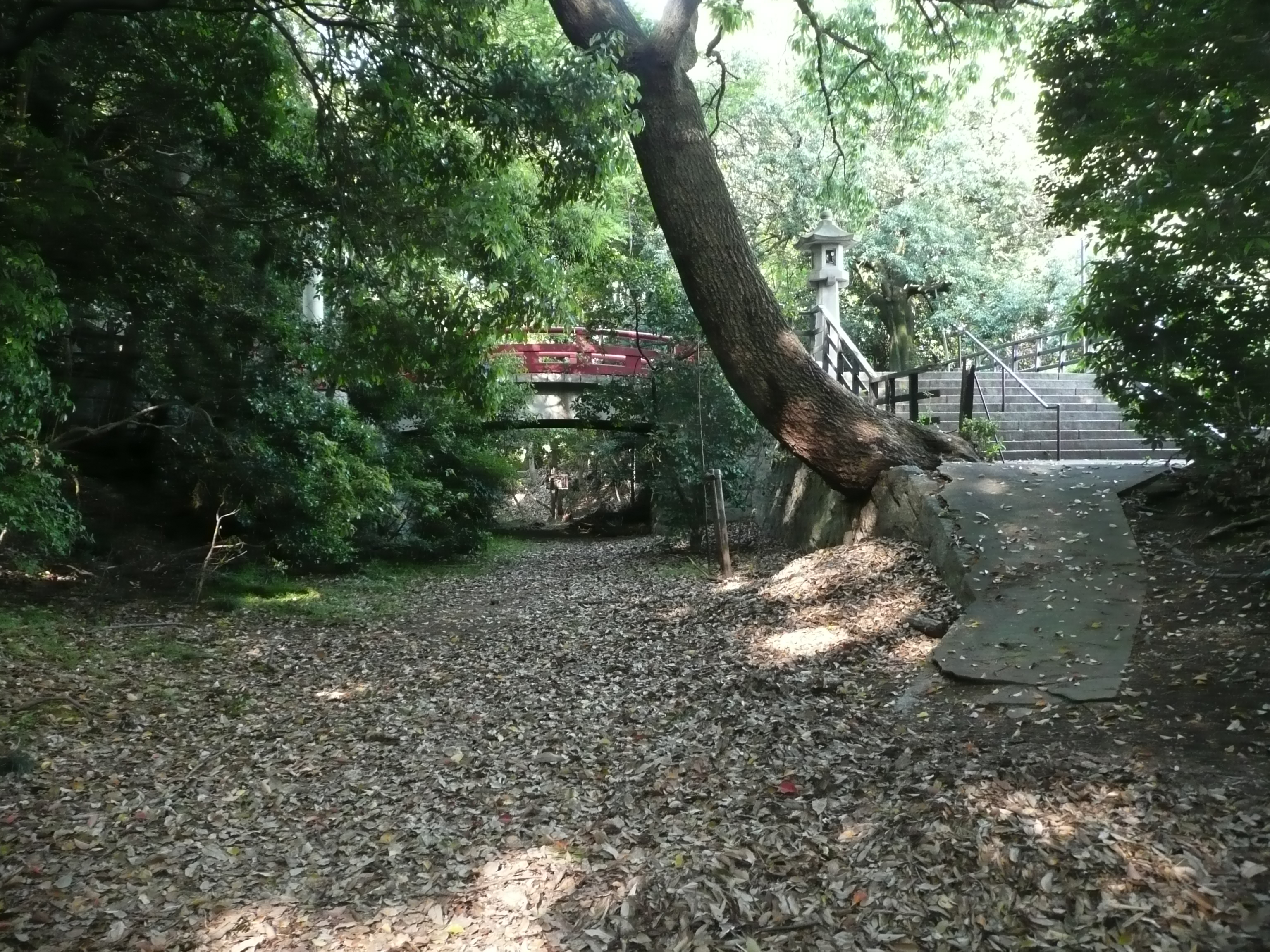
空堀

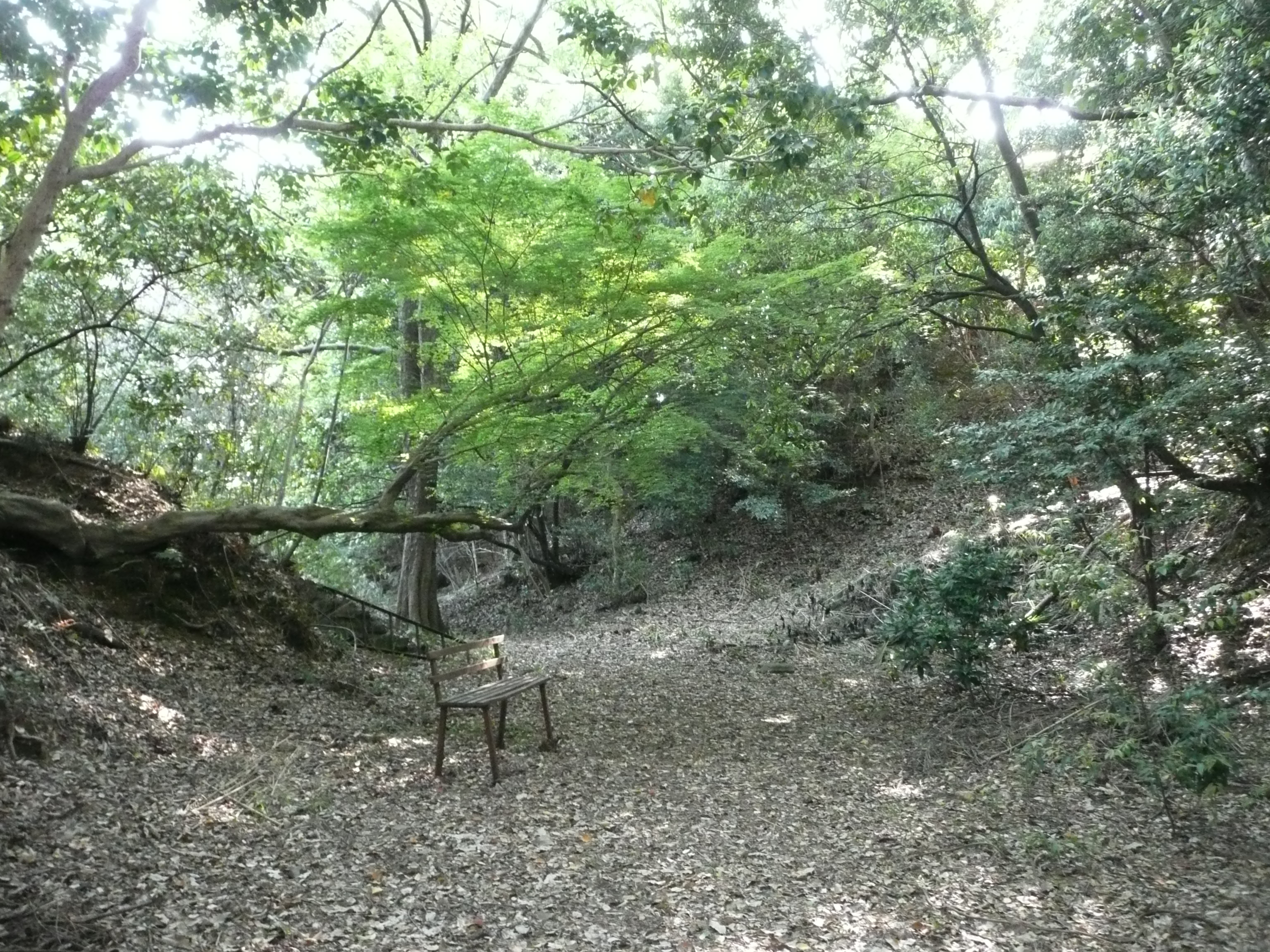
空堀

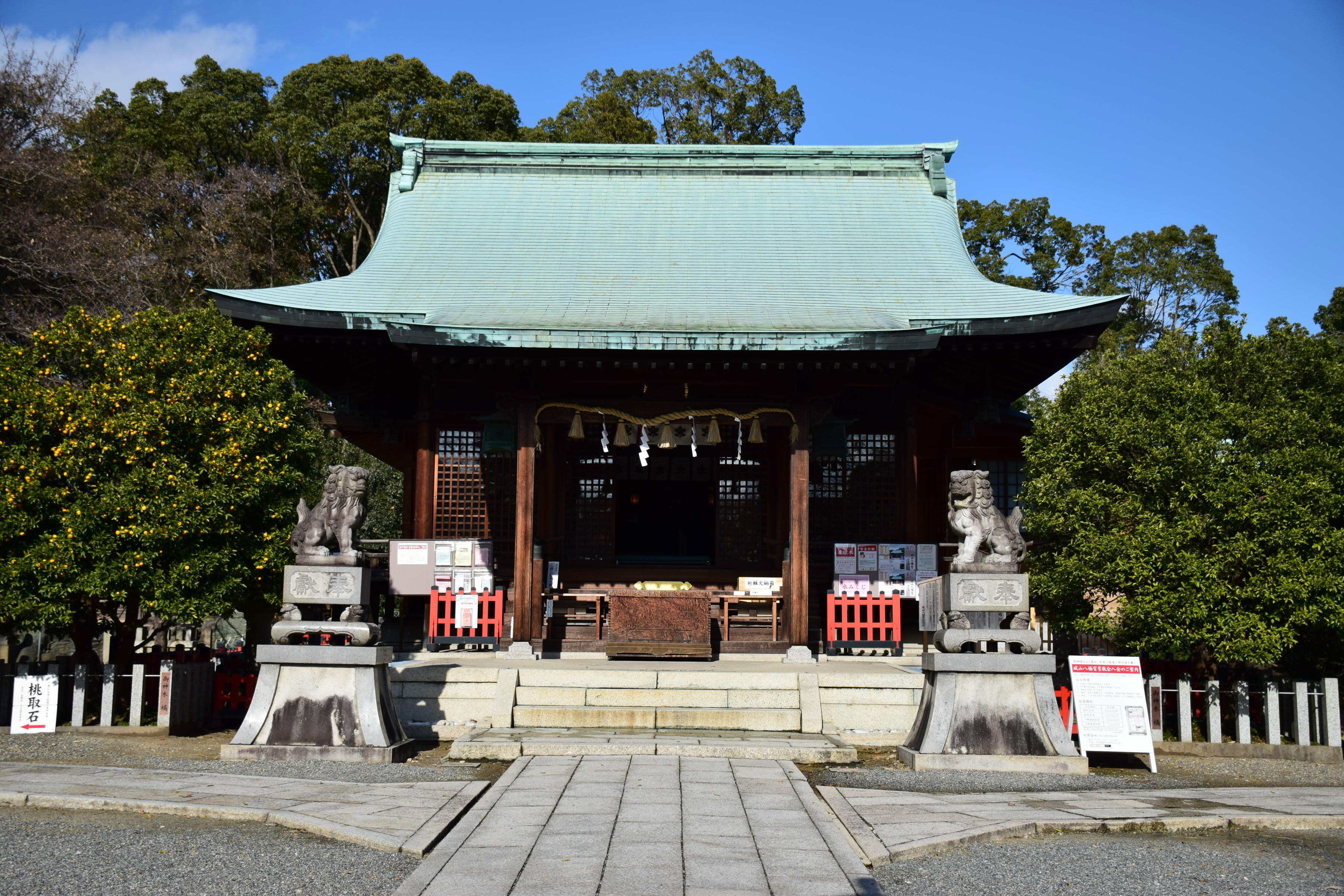
末森城址碑は城山八幡宮の境内にある

末森城（すえもりじょう）は、愛知県名古屋市千種区城山町（尾張国愛知郡鳴海荘末森村）にあった室町時代末期の日本の城。縁起の良い名ということで末盛城とも書かれた。

## 歴史
天文17年（1548年）、東山丘陵の末端に織田信秀が築城した。三河国松平氏や駿河国今川氏などの侵攻に備えてのもので、実弟織田信光が守る守山城と合わせて東方防御線を構成したものである。信秀は、これまでの居城であった古渡城を放棄し、末森城を居城とした。
天文21年（1552年）に信秀は死去した。信秀の居城である末森城を譲られたのは、織田信勝（達成、信成、あるいは信行とも。織田信長の実弟）であった。
弘治2年（1556年）、信勝は林秀貞、柴田勝家などとともに信長に叛旗を翻すが、稲生の戦いで敗れる。この際、信勝は末森城に籠城しており、信長は末森城下の町に火を放った。このとき、末森城内にいた母・土田御前の介入で、信勝は赦免され、末森城は陥落を免れている。
しかし永禄元年（1558年）、再び謀反を企てたのを柴田勝家が信長に内報し、信勝は清須城で謀殺された。これにより末森城は廃城となったとされるが、後に、小牧・長久手の戦いに際して、織田信雄が再び末森城を使用したという（後述）。
なお天文22年（1553年）、城主の信勝が加賀の白山比咩神社から分霊を迎え城中に白山社を祭ったものが廃城後も近隣の人々の信仰を受けて維持され、明治になって近隣の神社と合祀されて城山八幡宮となった。また、城の西北山麓に信秀の霊廟があったが、現在は名古屋市千種区四谷通にある桃巌寺内で信勝とともに供養されている。

## 構造
末森城は、東山丘陵地の末端に位置する標高43メートルの丘に、東西約180メートル、南北約150メートルの規模で築城された平山城である。地形を利用して斜面の中腹に幅10-16メートルの空堀を備えていた。そのうちの内堀北の虎口には、構造的に非常に珍しい「三日月堀」と称される半月形の丸馬出があったらしいが、現在は残っていない。
現在でも深さ7メートルほどの空堀跡など、遺構がよく残っている。馬出や総構えの構造が見られることから、現在みられる遺構は1584年頃、当時尾張を支配していた織田信雄が小牧・長久手の戦いに備えて整備したものと考えられている。

## 現状
本丸跡地は城山八幡宮の神域、二の丸跡地には愛知県が建設した旧・昭和塾堂が建っているが、後に城山八幡宮に払い下げられ、建物は愛知学院大学に貸与されていたが、2017年4月30日に賃貸借契約は終了している。また城山八幡宮内に末森城址の石碑が建っており、城の名は末盛通として残った。

## 交通
- 名古屋市営地下鉄東山線・覚王山駅下車、徒歩で約5分。